# 努尔·贾汉
努尔·贾汉（名字涵義為「世界之光」，1577年5月31日—1645年12月18日）是蒙兀兒帝國皇帝贾汉吉尔的皇后，本名茉荷茹妮莎（意為「女人中的太陽」），其父米爾扎·季亞斯·貝格是一名來自波斯的高級官員後裔，据说皇帝对她一见钟情，納入後宮後對她極盡寵愛之能事。努尔·贾汉鍾情於狩獵活動，經常與丈夫一同外出打獵，以敢於獵殺兇猛的老虎而聞名。由於皇帝贾汉吉尔沉迷於酗酒和鴉片之中，且身體狀況不佳，因此深獲丈夫信任的努尔·贾汉遂插手管理帝国的政治事务，她的头像也被鑄印到钱币上。1627年皇帝去世，努尔·贾汉看中的皇位继承人沙赫里亞爾·米爾扎在內戰中落败，與她對立的赫拉姆皇子則登上皇帝的宝座，此后她和女儿被软禁在拉合爾一处宫殿里度过余生。